# Koteka

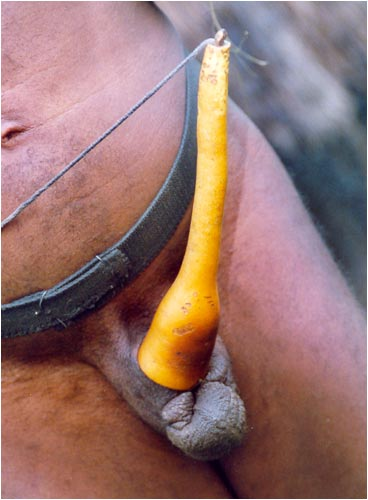
Koteka

Koteka je podlouhlé pouzdro na pohlavní orgány, které nosí jako oděv domorodci v hornatém vnitrozemí ostrova Nová Guinea, např. Yaliové, Amungové, Daniové nebo Ekariové. Vyrábí se nejčastěji z vydlabaných plodů lagenárie obecné a je opatřeno rostlinným vláknem pro přivázání. Na tykve se při pěstování zavěšují kameny, aby dostaly žádoucí tvar. Po vysušení se ošetří voskem a pryskyřicí, mohou být barevně pomalovány nebo ozdobeny peřím. Někdy se na koteky používá také láčkovka podivná.
Podoba koteky je znakem kmenové příslušnosti i sociálního postavení. Pro papuánské muže je obvykle jediným oděvem a nosí ji chlapci již od pěti let. Obvykle se za špičku přivazuje k tělu, aby držela ve vzpřímené poloze, a může být dlouhá až přes půl metru. Jejím hlavním účelem je chránit genitálie při prodírání pralesní vegetací, může však také sloužit k přenášení drobných předmětů.
V sedmdesátých letech vyhlásila indonéská vláda „Operaci Koteka“, jejímž cílem bylo přimět domorodce k nošení „civilizovaného“ plátěného oblečení, avšak neuspěla. V roce 2000 bylo založeno sdružení Dewan Musyawarah Masyarakat Adat Koteka, které chrání zájmy horských kmenů.
Kromě Papuánců nosí falokarpy neboli penisová pouzdra také někteří obyvatelé Afriky, Amazonie nebo Melanésie, jejich používání je také doloženo ze starého Říma.